# Liga Nacional de Honduras 1983-84
La temporada 1983-1984 de la Liga Nacional de Fútbol de Honduras fue la decimoctava edición profesional de esta liga. 
El formato del torneo consistió en un calendario de cuatro fechas. C.D. Vida ganó el título y se clasificó a la Copa de Campeones de la Concacaf 1984 junto con el subcampeón UNAH.

## Formato
Los diez participantes disputan el campeonato bajo un sistema de liga, es decir, todos contra todos a visita recíproca, con un criterio de puntuación que otorga:
- 2 puntos por victoria
- 1 punto por empate
- 0 puntos por derrota.

El campeón sería el club que al finalizar el torneo haya obtenido la mayor cantidad de puntos, y por ende se ubique en el primer lugar de la clasificación.
En caso de concluir el certamen con dos equipos empatados en el primer lugar, se procedería a un partido de desempate entre ambos conjuntos; de terminar en empate dicho duelo, se nombrará campeón al equipo que obtuvo mayor diferencia de goles en la clasificación.
El descenso a Segunda División corresponderá al equipo que acumulara la menor cantidad de puntos, y que por ende finalice en el último lugar de la clasificación. Al igual que el campeonato, para el descenso se contempló un partido extra en caso de empate en puntos de uno o más equipos

## Ascensos y descensos
| Ascendido de la Segunda División 1982-83 |
| ---------------------------------------- |
| Platense                                 |

| Descendido en la Liga Nacional 1982-83 |
| -------------------------------------- |
| Independiente Villela                  |

## Equipos participantes
| Equipo              | Sede           |
| ------------------- | -------------- |
| Dandy               | San Pedro Sula |
| Juventud Morazánica | Tegucigalpa    |
| Marathón            | San Pedro Sula |
| Motagua             | Tegucigalpa    |
| Olimpia             | Tegucigalpa    |
| Platense            | Puerto Cortés  |
| Real España         | San Pedro Sula |
| UNAH                | Tegucigalpa    |
| Victoria            | La Ceiba       |
| Vida                | La Ceiba       |

## Resultados
| Pos. | Equipo              | Pts. | PJ | G  | E  | P  | GF | GC | Dif. |
| ---- | ------------------- | ---- | -- | -- | -- | -- | -- | -- | ---- |
| 1.   | Vida                | 44   | 36 | 13 | 18 | 5  | 39 | 28 | +11  |
| 2.   | UNAH                | 40   | 36 | 13 | 14 | 9  | 40 | 26 | +14  |
| 3.   | Marathón            | 40   | 36 | 14 | 12 | 10 | 36 | 32 | +4   |
| 4.   | Olimpia             | 39   | 36 | 13 | 13 | 10 | 39 | 26 | +13  |
| 5.   | Real España         | 39   | 36 | 14 | 11 | 11 | 35 | 30 | +5   |
| 6.   | Motagua             | 36   | 36 | 14 | 8  | 14 | 36 | 36 | 0    |
| 7.   | Victoria            | 34   | 36 | 12 | 10 | 14 | 31 | 40 | -9   |
| 8.   | Platense            | 32   | 36 | 8  | 16 | 12 | 29 | 39 | -10  |
| 9.   | Juventud Morazánica | 29   | 36 | 7  | 15 | 14 | 29 | 44 | -15  |
| 10.  | Dandy               | 27   | 36 | 6  | 15 | 15 | 22 | 35 | -13  |

|  | Campeón y clasifica a la Copa de Campeones de la Concacaf 1984 |
|  | Clasifica a la Copa de Campeones de la Concacaf 1984           |
|  | Desciende a Segunda División                                   |

|                        |
| Vida Campeón 2° título |